# Lößnitz (Erzgebirge)
Lößnitz település Németországban, azon belül Szászország tartományban. Lakosainak száma 7794 fő (2023. december 31.).

## Népesség
A település népességének változása:
| Lakosok száma | 9142 | 8389 | 8267 | 7902 | 7871 | 7794 |
|               | 2014 | 2017 | 2019 | 2021 | 2022 | 2023 |